# Ayukaba Betieku
Ayukaba Betieku (ou Ayukaba) est une localité du Cameroun, située dans la Région du Sud-Ouest et le département de Manyu. Elle est rattachée administrativement à l'arrondissement de Upper Bayang (Tinto Council) et au canton de Kendem.

## Population
La localité comptait 42 habitants en 1953, puis 230 en 1967, des Betieku. À cette date elle disposait d'une école catholique fondée en 1956.
Lors du recensement de 2005, on y a dénombré 476 personnes.

## Éducation
Ayukaba Betieku est doté d'un collège public (CES).